# Klenovo
Klenovo – wieś w Słowenii, w gminie Laško. W 2018 roku liczyła 56 mieszkańców.